# District de Kaoma
Pour les articles homonymes, voir Kaoma (homonymie).
Le district de Kaoma est un district de Zambie, situé dans la Province Occidentale. Sa capitale se situe à Kaoma. Selon le recensement zambien de 2000, le district a une population de 162 568 personnes.